# La Freissinouse
La Freissinouse är en kommun i departementet Hautes-Alpes i regionen Provence-Alpes-Côte d'Azur i sydöstra Frankrike. Kommunen ligger  i kantonen Gap-Campagne som ligger i arrondissementet Gap. År 2022 hade La Freissinouse 948 invånare.

## Befolkningsutveckling
Antalet invånare i kommunen La Freissinouse
Referens:INSEE